# Európa Szálló és Kávéház
A marosvásárhelyi egykori Európa Szálló és Kávéház épülete a Bernády György téren áll. Eklektikus stílusban épült a 19. században, reneszánsz és barokk díszítőelemekkel, tornyokkal. A kommunizmus alatt a díszítést leverték, a tornyokat lebontották, jellegtelen építménnyé silányítva az egykoron díszes épületet.

## Története
Az épületet a 19. század végén emelték a Bem téren (korábban Alsó Vártér, ma Bernády György tér) a vártól nyugatra. Tulajdonosa a Csernát család volt. A kávéház 1893 novemberében nyílt meg mint a város negyedik ilyen létesítménye; bérlője Radó Albert. Annak ellenére, hogy nem a Főtéren állt, népszerű és divatos volt a vásárhelyiek körében. 1903-ban Farkas Izsák vette át, aki zenekart szerződtetett és asztalokat helyezett ki a térre, azonban a bérek és a konkurencia miatt a kávéház egyre kevésbé volt jövedelmező.
A bérlők és az elnevezések gyakran cserélődtek a következő években: 1907-ben a kávéház az emeletre költözik Lloyd néven, ahol szórakoztató műsoros esteket is rendeztek, a földszinten pedig megnyílik a Siculia mozi. 1908-ban a kávéház neve Korona, 1914-ben Adria, majd ismét Európa. 1918-ban Csernát épülettulajdonos 175 000 koronáért adja el az épületet, a kávéház új bérlője pedig New Yorkra kereszteli azt.
A második világháború  után államosították. Az 1950-es években a díszítést leverték, a tornyokat lebontották. Az 1990-es években a homlokzat helyreállítását tervezték, azonban ez nem történt meg. A 21. század elején bank és étterem működött az épületben.

## Leírása
Kétszintes, nyeregtetős, cseréppel fedett saroképület a Posta utca és a Bernády György tér sarkán. Eredetileg eklektikus stílusban, reneszánsz és barokk díszítőelemekkel (baluszter-sor, emberfejes zárókövek, kariatidák, gyümölcsfüzér, timpanonos szemöldökpárkány) épült. Keleti, sarok felőli részén egy kilátóval ellátott saroktorony állt, a Főtér felőli homlokzat végén pedig egy további, csonka gúla formájú torony. Kivitelezése fővárosi ízlésre vallott, és a termeket is budapesti kávéházakéhoz hasonlóan rendezték be. Heti egyszer csak női vendégeket fogadtak és szolgáltak ki.